# Бриняно-Фраската
Бриня̀но-Фраска̀та (на италиански: Brignano-Frascata, на местен диалект: Bërgnau e Frascà, Бърняу е Фраска) е община в Северна Италия, провинция Алесандрия, регион Пиемонт. Разположена е на 288 m надморска височина. Населението на общината е 456 души (към 2010 г.). Административен център на общината е село Бриняно.